# Sphaeroderma
Sphaeroderma is een geslacht van kevers uit de familie bladkevers (Chrysomelidae).
De wetenschappelijke naam van het geslacht werd in 1831 gepubliceerd door James Francis Stephens.

## Soorten
- Sphaeroderma alishanensis Takizawa, 1979
- Sphaeroderma ancora Warchalowski, 2006
- Sphaeroderma aoshimensis Nakane, 1985
- Sphaeroderma bakeri Medvedev, 1996
- Sphaeroderma bambusae Medvedev, 1997
- Sphaeroderma capitis Medvedev, 2001
- Sphaeroderma carinatum Wang, 1992
- Sphaeroderma chiengmaica Kimoto, 2000
- Sphaeroderma doeberli Medvedev, 1997
- Sphaeroderma fulvoornata Medvedev, 2002
- Sphaeroderma furthi Medvedev, 1996
- Sphaeroderma grossa Medvedev, 1996
- Sphaeroderma laterimaculata Medvedev, 2002
- Sphaeroderma leei Takizawa, 1980
- Sphaeroderma luzonica Medvedev, 1996
- Sphaeroderma maculatum Wang, 1992
- Sphaeroderma minutissima Medvedev, 1996
- Sphaeroderma miyatakei Kimoto, 2000
- Sphaeroderma nagaii Nakane, 1985
- Sphaeroderma nakanishii Kimoto, 2001
- Sphaeroderma nigroapicalis Takizawa, 1979
- Sphaeroderma nigrocephalum Wang, 1992
- Sphaeroderma pacholatkoi Medvedev, 2004
- Sphaeroderma philippinica Medvedev, 1993
- Sphaeroderma pseudapicale Medvedev, 1997
- Sphaeroderma rubidum (Graëlls, 1858) – Rode distelaardvlo
- Sphaeroderma schereri Medvedev, 1997
- Sphaeroderma tasadayca Medvedev, 2004
- Sphaeroderma testaceum (Fabricius, 1775) – Distelaardvlo
- Sphaeroderma tripunctata Medvedev, 2002
- Sphaeroderma varicolor Takizawa, 1979
- Sphaeroderma viridis Wang, 1992